# 釜山樂天塔
釜山樂天塔（韓語：부산롯데타운타워）是一座在建的超高層建築，位於韓國釜山，建成後預計其高度可達380（1,250英尺）。預計將在2022年完工。 
該塔的建築共分為四個階段，第一階段的百貨商店已在2009年完工，第二階段是對百貨商店的擴展，已在2010年完工。第三階段包括一個市場和電影院，已在2014年完工，最後一階段的酒店、觀景台和其他107層的文娛設施將在2022年完成。 酒店的設計是參考城市港口中的船隻仿造的船型。

## 外部連結
- Emporis.com （页面存档备份，存于）
- Skyscraperpage.com （页面存档备份，存于）